# Ensemble am Chiemsee
Das Ensemble am Chiemsee war ein privater regionaler Hörfunksender in Samerberg im südöstlichen Oberbayern. Er verstand sich als „kultureller Spartenanbieter“. Die technische Reichweite im bayerischen Teil des Sendegebiets lag bei 240.000 Einwohnern.

## Geschichte
1987 schlossen sich Christian-Michael Doermer, Schauspieler und Filmemacher, der später alleiniger Gesellschafter wurde, und mehrere Schauspieler zusammen, um sich bei der Ausschreibung von lokalen Hörfunkfrequenzen in Rosenheim und Traunstein um einen Programmplatz im regionalen Hörfunk zu bewerben. Ziel war nach Angabe des Senders die aktive Beteiligung bei der Entwicklung des lokalen Rundfunks. Seit 1988 wird eine Stunde wöchentlich ein „Einschaltradio“ mit kulturellem Schwerpunkt gestaltet.
Seit die Lizenz für ein eigenständiges Fensterprogramm im Mai 2012 auslief, sendet der Anbieter sein Programm zusammen mit zwei weiteren Spartenanbietern im Rahmen einer Kooperationsvereinbarung mit dem Hauptanbieter Bayernwelle SüdOst. Die Sendezeit wurde vorläufig beibehalten. Im August 2022 verstarb Christian Doermer. Wann der Sender den Betrieb eingestellt hat, ist nicht bekannt. Die Sendegenehmigung der BLM wäre bis 30. April 2025 gelaufen.

## Programm
Letzte Programmplätze waren die Sendung Funkturm bei Radio Charivari Rosenheim und zugelieferte Stundensendungen nach Absprache im Programm der Bayernwelle SüdOst über sechs UKW-Frequenzen, sowie im Kabel. Über die Bayernwelle war auch ein Live-Stream verfügbar.
Außerdem gab es Sendeplätze im regionalen Fernsehen bei der Regionalfernsehen Oberbayern (RFO).
Das Programm wurde multimedial durch den Wolkensteinverlag aus Samerberg ergänzt, rechtlich ein Imprint der Programmanbietergesellschaft.